# باريس-كاممبير 2023
باريس-كاممبير 2023 هو سباق دراجات هوائية من فئة  سباق يوم واحد، وهو الموسم الرابع والثمانين من باريس-كاممبير، وأقيم في 11 أبريل 2023.
فاز بالمركز الأول Valentin Ferron ‏، وفاز بالمركز الثاني Ewen Costiou ‏، وفاز بالمركز الثالث Fredrik Dversnes ‏.

## المشاركون
| Arkéa-Samsic ARK | Arkéa-Samsic ARK | Arkéa-Samsic ARK |
| ---------------- | ---------------- | ---------------- |
| م                | عداء             | مرتبة            |
| 2                | Louis Barré ‏     |                  |
| 3                | Ewen Costiou ‏    |                  |
| 4                | أنتوني ديلابلاسي |                  |
| 5                | لوران بيشون      |                  |
| 6                | ايلي جيسبرت      |                  |
| 7                | Donavan Grondin ‏ |                  |

| أونو-إكس موبيليتي ‏ UXT | أونو-إكس موبيليتي ‏ UXT | أونو-إكس موبيليتي ‏ UXT |
| ---------------------- | ---------------------- | ---------------------- |
| م                      | عداء                   | مرتبة                  |
| 11                     | Fredrik Dversnes ‏      |                        |
| 12                     | Erlend Blikra ‏         |                        |
| 13                     | Ådne Holter ‏           |                        |
| 14                     | نيكلاس لارسن           |                        |
| 15                     | لاسي نورمان هانسن      |                        |
| 16                     | Stian Fredheim ‏        |                        |
| 17                     | ماركوس هانسن           |                        |

| TotalEnergies TEN | TotalEnergies TEN   | TotalEnergies TEN |
| ----------------- | ------------------- | ----------------- |
| م                 | عداء                | مرتبة             |
| 21                | إيدفالد بواسون هاغن |                   |
| 22                | توماس بونيت         |                   |
| 23                | Sandy Dujardin ‏     |                   |
| 24                | Valentin Ferron ‏    |                   |
| 25                | Paul Ourselin ‏      |                   |
| 26                | جوليان سيمون        |                   |
| 27                | Mattéo Vercher ‏     |                   |

| Groupama-FDJ GFC | Groupama-FDJ GFC          | Groupama-FDJ GFC |
| ---------------- | ------------------------- | ---------------- |
| م                | عداء                      | مرتبة            |
| 31               | Lorenzo Germani ‏          |                  |
| 32               | روبن تومسون               |                  |
| 33               | Lenny Martinez (cyclist) ‏ |                  |
| 34               | Enzo Paleni ‏              |                  |
| 35               | Paul Penhoët ‏             |                  |
| 36               | Lewis Askey ‏              |                  |
| 37               | فالنتين مادواس            |                  |

| أوسكالتيل أوسكادي ‏ EUS | أوسكالتيل أوسكادي ‏ EUS | أوسكالتيل أوسكادي ‏ EUS |
| ---------------------- | ---------------------- | ---------------------- |
| م                      | عداء                   | مرتبة                  |
| 41                     | خوان خوسيه لوباتو      |                        |
| 42                     | Antonio Jesús Soto ‏    |                        |
| 43                     | Xabier Azparren ‏       |                        |
| 44                     | Xabier Isasa ‏          |                        |
| 45                     | Unai Cuadrado ‏         |                        |
| 46                     | Iker Ballarin ‏         |                        |
| 47                     | Enekoitz Azparren ‏     |                        |

| سبورت فلاندرين بالويس ‏ TFB | سبورت فلاندرين بالويس ‏ TFB | سبورت فلاندرين بالويس ‏ TFB |
| -------------------------- | -------------------------- | -------------------------- |
| م                          | عداء                       | مرتبة                      |
| 52                         | Lindsay De Vylder ‏         |                            |
| 53                         | Milan Fretin ‏              |                            |
| 54                         | Ruben Apers ‏               |                            |
| 55                         | غيليس دي وايلد ‏            |                            |
| 57                         | Aaron Van Poucke ‏          |                            |

| سوبرانو هام ايزوريكس ‏ TIS | سوبرانو هام ايزوريكس ‏ TIS | سوبرانو هام ايزوريكس ‏ TIS |
| ------------------------- | ------------------------- | ------------------------- |
| م                         | عداء                      | مرتبة                     |
| 61                        | تيموثي دوبونت             |                           |
| 62                        | جياني مارشان              |                           |
| 63                        | Andreas Goeman‏            |                           |
| 64                        | Brent Van De Kerkhove ‏    |                           |
| 65                        | Thomas Joseph ‏            |                           |
| 66                        | Mauro Verwilt‏             |                           |
| 67                        | Jonas Geens ‏              |                           |

| Cofidis COF | Cofidis COF      | Cofidis COF |
| ----------- | ---------------- | ----------- |
| م           | عداء             | مرتبة       |
| 71          | ويليام مارتن     |             |
| 72          | François Bidard ‏ |             |
| 73          | بريان كوكار      |             |
| 74          | أنتوني بيريز     |             |
| 75          | بيير لوك بيريشون |             |
| 76          | بنجامين توماس    |             |

| AG2R Citroën Team ACT | AG2R Citroën Team ACT | AG2R Citroën Team ACT |
| --------------------- | --------------------- | --------------------- |
| م                     | عداء                  | مرتبة                 |
| 81                    | جيوفري بوشارد         |                       |
| 82                    | Nans Peters ‏          |                       |
| 83                    | Antoine Raugel ‏       |                       |
| 84                    | Valentin Retailleau ‏  |                       |
| 85                    | Nicolas Prodhomme ‏    |                       |
| 86                    | Bastien Tronchon ‏     |                       |

| Lotto Dstny LTD | Lotto Dstny LTD    | Lotto Dstny LTD |
| --------------- | ------------------ | --------------- |
| م               | عداء               | مرتبة           |
| 91              | Johannes Adamietz ‏ |                 |

| Lotto–Dstny Development Team ‏ LDD | Lotto–Dstny Development Team ‏ LDD | Lotto–Dstny Development Team ‏ LDD |
| --------------------------------- | --------------------------------- | --------------------------------- |
| م                                 | عداء                              | مرتبة                             |
| 92                                | Milan Paulus‏                      |                                   |

| Lotto Dstny LTD | Lotto Dstny LTD | Lotto Dstny LTD |
| --------------- | --------------- | --------------- |
| م               | عداء            | مرتبة           |
| 93              | ميكل شوارزمان   |                 |
| 94              | روديجر سليج     |                 |

| بدون فريق ___ | بدون فريق ___        | بدون فريق ___ |
| ------------- | -------------------- | ------------- |
| م             | عداء                 | مرتبة         |
| 96            | Cédric Van Raemdonck‏ |               |

| Van Rysel–Roubaix ‏ GRL | Van Rysel–Roubaix ‏ GRL | Van Rysel–Roubaix ‏ GRL |
| ---------------------- | ---------------------- | ---------------------- |
| م                      | عداء                   | مرتبة                  |
| 101                    | Jérémy Leveau ‏         |                        |
| 102                    | Célestin Guillon ‏      |                        |
| 103                    | Maxime Jarnet ‏         |                        |
| 104                    | Maximilien Juillard ‏   |                        |
| 105                    | كيني مولي              |                        |
| 106                    | Tom Mainguenaud ‏       |                        |
| 107                    | صموئيل لورو ‏           |                        |

| CIC U Nantes Atlantique ‏ UCN | CIC U Nantes Atlantique ‏ UCN | CIC U Nantes Atlantique ‏ UCN |
| ---------------------------- | ---------------------------- | ---------------------------- |
| م                            | عداء                         | مرتبة                        |
| 111                          | Yaël Joalland ‏               |                              |
| 112                          | Enzo Boulet ‏                 |                              |
| 113                          | Lucas Bourgoyne ‏             |                              |
| 114                          | Léo Danès ‏                   |                              |
| 115                          | Maël Guégan ‏                 |                              |
| 116                          | Rasmus Søjberg Pedersen ‏     |                              |
| 117                          | Nolann Mahoudo ‏              |                              |

| إتش بي بي تي بي – أوبير 93 ‏ AUB | إتش بي بي تي بي – أوبير 93 ‏ AUB | إتش بي بي تي بي – أوبير 93 ‏ AUB |
| ------------------------------- | ------------------------------- | ------------------------------- |
| م                               | عداء                            | مرتبة                           |
| 121                             | Joris Delbove ‏                  |                                 |
| 122                             | Romain Cardis ‏                  |                                 |
| 123                             | Nicolas Debeaumarché ‏           |                                 |
| 124                             | Théo Delacroix ‏                 |                                 |
| 125                             | Thomas Gachignard ‏              |                                 |
| 126                             | أنتوني مالدونادو                |                                 |
| 127                             | Flavien Maurelet ‏               |                                 |

| بلاك سبوك برو سايكلنج ‏ BEB | بلاك سبوك برو سايكلنج ‏ BEB | بلاك سبوك برو سايكلنج ‏ BEB |
| -------------------------- | -------------------------- | -------------------------- |
| م                          | عداء                       | مرتبة                      |
| 131                        | Bailey O'Donnell ‏          |                            |
| 132                        | Josh Kench ‏                |                            |
| 133                        | James Fouché ‏              |                            |
| 134                        | أولي جونز ‏                 |                            |
| 135                        | Ethan Batt ‏                |                            |
| 136                        | Tom Sexton (cyclist) ‏      |                            |

| Nice Métropole Côte d'Azur ‏ NMC | Nice Métropole Côte d'Azur ‏ NMC | Nice Métropole Côte d'Azur ‏ NMC |
| ------------------------------- | ------------------------------- | ------------------------------- |
| م                               | عداء                            | مرتبة                           |
| 141                             | Tristan Delacroix ‏              |                                 |
| 142                             | Jean Goubert ‏                   |                                 |
| 143                             | Jonathan Couanon ‏               |                                 |
| 144                             | Damien Girard (cyclist) ‏        |                                 |
| 145                             | Andrea Mifsud ‏                  |                                 |
| 146                             | Maxime Urruty ‏                  |                                 |
| 147                             | Axel Narbonne-Zuccarelli ‏       |                                 |

| Arkéa-Samsic ARK | Arkéa-Samsic ARK | Arkéa-Samsic ARK |
| ---------------- | ---------------- | ---------------- |
| م                | عداء             | مرتبة            |
| 2                | Louis Barré ‏     |                  |
| 3                | Ewen Costiou ‏    |                  |
| 4                | أنتوني ديلابلاسي |                  |
| 5                | لوران بيشون      |                  |
| 6                | ايلي جيسبرت      |                  |
| 7                | Donavan Grondin ‏ |                  |

| أونو-إكس موبيليتي ‏ UXT | أونو-إكس موبيليتي ‏ UXT | أونو-إكس موبيليتي ‏ UXT |
| ---------------------- | ---------------------- | ---------------------- |
| م                      | عداء                   | مرتبة                  |
| 11                     | Fredrik Dversnes ‏      |                        |
| 12                     | Erlend Blikra ‏         |                        |
| 13                     | Ådne Holter ‏           |                        |
| 14                     | نيكلاس لارسن           |                        |
| 15                     | لاسي نورمان هانسن      |                        |
| 16                     | Stian Fredheim ‏        |                        |
| 17                     | ماركوس هانسن           |                        |

| TotalEnergies TEN | TotalEnergies TEN   | TotalEnergies TEN |
| ----------------- | ------------------- | ----------------- |
| م                 | عداء                | مرتبة             |
| 21                | إيدفالد بواسون هاغن |                   |
| 22                | توماس بونيت         |                   |
| 23                | Sandy Dujardin ‏     |                   |
| 24                | Valentin Ferron ‏    |                   |
| 25                | Paul Ourselin ‏      |                   |
| 26                | جوليان سيمون        |                   |
| 27                | Mattéo Vercher ‏     |                   |

| Groupama-FDJ GFC | Groupama-FDJ GFC          | Groupama-FDJ GFC |
| ---------------- | ------------------------- | ---------------- |
| م                | عداء                      | مرتبة            |
| 31               | Lorenzo Germani ‏          |                  |
| 32               | روبن تومسون               |                  |
| 33               | Lenny Martinez (cyclist) ‏ |                  |
| 34               | Enzo Paleni ‏              |                  |
| 35               | Paul Penhoët ‏             |                  |
| 36               | Lewis Askey ‏              |                  |
| 37               | فالنتين مادواس            |                  |

| أوسكالتيل أوسكادي ‏ EUS | أوسكالتيل أوسكادي ‏ EUS | أوسكالتيل أوسكادي ‏ EUS |
| ---------------------- | ---------------------- | ---------------------- |
| م                      | عداء                   | مرتبة                  |
| 41                     | خوان خوسيه لوباتو      |                        |
| 42                     | Antonio Jesús Soto ‏    |                        |
| 43                     | Xabier Azparren ‏       |                        |
| 44                     | Xabier Isasa ‏          |                        |
| 45                     | Unai Cuadrado ‏         |                        |
| 46                     | Iker Ballarin ‏         |                        |
| 47                     | Enekoitz Azparren ‏     |                        |

| سبورت فلاندرين بالويس ‏ TFB | سبورت فلاندرين بالويس ‏ TFB | سبورت فلاندرين بالويس ‏ TFB |
| -------------------------- | -------------------------- | -------------------------- |
| م                          | عداء                       | مرتبة                      |
| 52                         | Lindsay De Vylder ‏         |                            |
| 53                         | Milan Fretin ‏              |                            |
| 54                         | Ruben Apers ‏               |                            |
| 55                         | غيليس دي وايلد ‏            |                            |
| 57                         | Aaron Van Poucke ‏          |                            |

| سوبرانو هام ايزوريكس ‏ TIS | سوبرانو هام ايزوريكس ‏ TIS | سوبرانو هام ايزوريكس ‏ TIS |
| ------------------------- | ------------------------- | ------------------------- |
| م                         | عداء                      | مرتبة                     |
| 61                        | تيموثي دوبونت             |                           |
| 62                        | جياني مارشان              |                           |
| 63                        | Andreas Goeman‏            |                           |
| 64                        | Brent Van De Kerkhove ‏    |                           |
| 65                        | Thomas Joseph ‏            |                           |
| 66                        | Mauro Verwilt‏             |                           |
| 67                        | Jonas Geens ‏              |                           |

| Cofidis COF | Cofidis COF      | Cofidis COF |
| ----------- | ---------------- | ----------- |
| م           | عداء             | مرتبة       |
| 71          | ويليام مارتن     |             |
| 72          | François Bidard ‏ |             |
| 73          | بريان كوكار      |             |
| 74          | أنتوني بيريز     |             |
| 75          | بيير لوك بيريشون |             |
| 76          | بنجامين توماس    |             |

| AG2R Citroën Team ACT | AG2R Citroën Team ACT | AG2R Citroën Team ACT |
| --------------------- | --------------------- | --------------------- |
| م                     | عداء                  | مرتبة                 |
| 81                    | جيوفري بوشارد         |                       |
| 82                    | Nans Peters ‏          |                       |
| 83                    | Antoine Raugel ‏       |                       |
| 84                    | Valentin Retailleau ‏  |                       |
| 85                    | Nicolas Prodhomme ‏    |                       |
| 86                    | Bastien Tronchon ‏     |                       |

| Lotto Dstny LTD | Lotto Dstny LTD    | Lotto Dstny LTD |
| --------------- | ------------------ | --------------- |
| م               | عداء               | مرتبة           |
| 91              | Johannes Adamietz ‏ |                 |

| Lotto–Dstny Development Team ‏ LDD | Lotto–Dstny Development Team ‏ LDD | Lotto–Dstny Development Team ‏ LDD |
| --------------------------------- | --------------------------------- | --------------------------------- |
| م                                 | عداء                              | مرتبة                             |
| 92                                | Milan Paulus‏                      |                                   |

| Lotto Dstny LTD | Lotto Dstny LTD | Lotto Dstny LTD |
| --------------- | --------------- | --------------- |
| م               | عداء            | مرتبة           |
| 93              | ميكل شوارزمان   |                 |
| 94              | روديجر سليج     |                 |

| بدون فريق ___ | بدون فريق ___        | بدون فريق ___ |
| ------------- | -------------------- | ------------- |
| م             | عداء                 | مرتبة         |
| 96            | Cédric Van Raemdonck‏ |               |

| Van Rysel–Roubaix ‏ GRL | Van Rysel–Roubaix ‏ GRL | Van Rysel–Roubaix ‏ GRL |
| ---------------------- | ---------------------- | ---------------------- |
| م                      | عداء                   | مرتبة                  |
| 101                    | Jérémy Leveau ‏         |                        |
| 102                    | Célestin Guillon ‏      |                        |
| 103                    | Maxime Jarnet ‏         |                        |
| 104                    | Maximilien Juillard ‏   |                        |
| 105                    | كيني مولي              |                        |
| 106                    | Tom Mainguenaud ‏       |                        |
| 107                    | صموئيل لورو ‏           |                        |

| CIC U Nantes Atlantique ‏ UCN | CIC U Nantes Atlantique ‏ UCN | CIC U Nantes Atlantique ‏ UCN |
| ---------------------------- | ---------------------------- | ---------------------------- |
| م                            | عداء                         | مرتبة                        |
| 111                          | Yaël Joalland ‏               |                              |
| 112                          | Enzo Boulet ‏                 |                              |
| 113                          | Lucas Bourgoyne ‏             |                              |
| 114                          | Léo Danès ‏                   |                              |
| 115                          | Maël Guégan ‏                 |                              |
| 116                          | Rasmus Søjberg Pedersen ‏     |                              |
| 117                          | Nolann Mahoudo ‏              |                              |

| إتش بي بي تي بي – أوبير 93 ‏ AUB | إتش بي بي تي بي – أوبير 93 ‏ AUB | إتش بي بي تي بي – أوبير 93 ‏ AUB |
| ------------------------------- | ------------------------------- | ------------------------------- |
| م                               | عداء                            | مرتبة                           |
| 121                             | Joris Delbove ‏                  |                                 |
| 122                             | Romain Cardis ‏                  |                                 |
| 123                             | Nicolas Debeaumarché ‏           |                                 |
| 124                             | Théo Delacroix ‏                 |                                 |
| 125                             | Thomas Gachignard ‏              |                                 |
| 126                             | أنتوني مالدونادو                |                                 |
| 127                             | Flavien Maurelet ‏               |                                 |

| بلاك سبوك برو سايكلنج ‏ BEB | بلاك سبوك برو سايكلنج ‏ BEB | بلاك سبوك برو سايكلنج ‏ BEB |
| -------------------------- | -------------------------- | -------------------------- |
| م                          | عداء                       | مرتبة                      |
| 131                        | Bailey O'Donnell ‏          |                            |
| 132                        | Josh Kench ‏                |                            |
| 133                        | James Fouché ‏              |                            |
| 134                        | أولي جونز ‏                 |                            |
| 135                        | Ethan Batt ‏                |                            |
| 136                        | Tom Sexton (cyclist) ‏      |                            |

| Nice Métropole Côte d'Azur ‏ NMC | Nice Métropole Côte d'Azur ‏ NMC | Nice Métropole Côte d'Azur ‏ NMC |
| ------------------------------- | ------------------------------- | ------------------------------- |
| م                               | عداء                            | مرتبة                           |
| 141                             | Tristan Delacroix ‏              |                                 |
| 142                             | Jean Goubert ‏                   |                                 |
| 143                             | Jonathan Couanon ‏               |                                 |
| 144                             | Damien Girard (cyclist) ‏        |                                 |
| 145                             | Andrea Mifsud ‏                  |                                 |
| 146                             | Maxime Urruty ‏                  |                                 |
| 147                             | Axel Narbonne-Zuccarelli ‏       |                                 |

## الفائزون
| الترتيب | الفائز |
| ------- | ------ |